# Рожеріо Корреа
Рожеріо Корреа де Олівейра (порт. Rogério Corrêa de Oliveira; 3 січня 1979, Гоянія, Бразилія) — бразильський футболіст, захисник. По завершенні ігрової кар'єри — футбольний тренер.

## Біографія
Починав займатися футболом в клубі «Гоянія» з однойменного міста. Пізніше виступав за «Санту-Андре» та «Віла-Нову» (Гоянія). З 2001 року по 2008 рік виступав за «Атлетіко Паранаенсе». У сезоні 2005/06 перебував в оренді спочатку в японському клубі «Сімідзу С-Палс», пізніше в бразильському «Гоясі».
На початку сезону 2008/09 був куплений маріупольським «Іллічівцем». Але зіграв лише один матч в чемпіонаті України проти київського «Динамо» (2:0), в якому вийшов на поле на 67-й хвилині замість Костянтина Ярошенка. Також провів 10 ігор за дублюючий склад і один матч в Кубку України проти донецького «Шахтаря» (3:0).
5 січня 2009 року підписав договір з бразильським клубом «Баїя». 23 березня 2009 року був узятий клубом «Жоїнвіль» в тримісячну оренду.
У 2010 році виступав за «Пайсанду» (Белен), після чого перейшов у клуб «Анаполіна», де і завершив кар'єру у 2011 році.

## Тренерська кар'єра
Тренерську роботу розпочав під час виступів за клуб «Анаполіна», після чого у 2012 році тренував «Леменсе».
З 2012 року був спочатку асистентом, а потім тренером молодіжної команди «Ж. Малуселлі».
З 2015 року став тренувати молодіжну команду «Гоянія».

## Досягнення
- Чемпіон Бразилії: 2001
- Чемпіон штату Парана: 2002
- Чемпіон штату Гояс: 2001, 2006
- Чемпіон штату Пара: 2010